# Yoshimasa Suda
Yoshimasa Suda (jap. 須田 芳正, Suda Yoshimasa; * 22. August 1967 in der Präfektur Tokio) ist ein ehemaliger japanischer Fußballspieler.

## Karriere
Suda erlernte das Fußballspielen in der Schulmannschaft der Gyosei High School und der Universitätsmannschaft der Keiō-Universität. Seinen ersten Vertrag unterschrieb er 1990 bei Tokyo Gas. 1993 wechselte er zum Ligakonkurrenten Urawa Red Diamonds. Für den Verein absolvierte er vier Erstligaspiele. 1994 wechselte er zum Zweitligisten Kofu SC. Für den Verein absolvierte er 25 Spiele. Ende 1994 beendete er seine Karriere als Fußballspieler.